# Roger Bour
Roger Henri Bour (* 9. Juli 1947 in Fontainebleau, Frankreich; † 7. März 2020 in Villejuif) war ein französischer Herpetologe. Seine Forschungsarbeit konzentrierte sich vornehmlich auf Schildkröten (Testudines).

## Leben
Bour war der Sohn von Georges Roger Arthur Auguste Bour und Jeanne Ernestine Moreau. Er hatte eine ältere und eine jüngere Schwester. Nach Schulbesuchen in Houilles, Fontainebleau, Paris, Onzain und Forbach studierte Bour Zoologie und Biologie an den Universitäten von Nancy und Paris. Von 1968 bis zu seinem Ruhestand im Jahr 2017 war er Wissenschaftlicher Mitarbeiter am Muséum national d’histoire naturelle.
Bours Forschungsschwerpunkt waren die Schildkröten Brasiliens, Afrikas, Madagaskars, der Seychellen und der Maskarenen (Mauritius, Réunion und Rodrigues). 1973 beschrieb er die Südliche Krötenkopfschildkröte (Phrynops tuberculatus vanderhaegei) aus der Familie der Schlangenhalsschildkröten (Chelidae), die 1979 von Peter Pritchard als Phrynops vanderhaegei Artstatus erhielt. Im Jahr 2005 wurde dieses Taxon von Bour und Hussam Zaher in die Gattung Mesoclemmys gestellt. 1986, 2000 und 2003 folgten die Erstbeschreibungen zu den afrikanischen Arten Pelusios broadleyi, Pelusios marani und Pelusios cupulatta aus der Familie der Pelomedusenschildkröten (Pelomedusidae). Im Jahr 2005 beschrieb er die Brasilianische Krötenkopfschildkröte (Mesoclemmys perplexa). 2006 legten Bour und seine Kollegen eine Revision der Griechischen Landschildkröte vor, wonach die östliche Unterart T. h. robertmertensi zum Synonym der Nominatform Testudo hermanni hermanni aus dem westlichen Verbreitungsgebiet erklärt wurde. Des Weiteren wurde die Gattung Eurotestudo vorgeschlagen, was jedoch nicht akzeptiert ist.
Bour beschäftigte sich ferner mit ausgestorbenen Arten. In den 1980er Jahren veröffentlichte er mehrere wissenschaftliche Artikel über die ausgestorbenen Schildkröten von den Seychellen und den Maskarenen. 1994 stellte er gemeinsam mit Cécile Mourer-Chauviré, François Moutou und Sonia Ribes-Beaudemoulin die Gattung Mascarenotus für drei ausgestorbene Eulenarten der Maskarenen auf. 1999 beschrieb er ebenfalls mit Mourer-Chauvire, Moutou und Ribes die ausgestorbene Réunion-Ralle (Dryolimnas augusti). Im Jahr 2003 legte er gemeinsam mit Jeremy J. Austin und E. Nicholas Arnold eine Studie vor, wonach die für ausgestorben gehaltenen Schildkrötentaxa Dipsochelys dussumieri und Testudo sumeirei keine eigenständigen Arten, sondern Synonyme der Aldabra-Riesenschildkröte (Aldabrachelys gigantea) darstellen. Im Jahr 2008 beschrieb er gemeinsam mit E. Nicholas Arnold die ausgestorbene Skinkart Leiolopisma ceciliae und die ausgestorbene Geckoart Nactus soniae von Réunion.
Roger Bour war Redaktionsmitglied des in Deutschland veröffentlichten Schildkrötenfachjournals Marginata.

## Dedikationsnamen
2023 wurde die fossile Schildkrötenart Astrochelys rogerbouri nach Roger Bour benannt.